# The Sue Sylvester Shuffle
«The Sue Sylvester Shuffle» es el undécimo episodio de la segunda temporada de la serie de televisión estadounidense Glee. Fue escrito por Ian Brennan, dirigido por Brad Falchuk, y fue emitido después del Super Bowl XLV el 6 de febrero de 2011 en Estados Unidos por Fox. En el episodio, la entrenadora Shannon Beiste (Dot-Marie Jones) y Will Schuester (Matthew Morrison), hacen un esfuerzo por deshacer la rivalidad entre los alumnos del equipo de fútbol americano y el coro para unir fuerzas. Cuando la entrenadora Sue Sylvester (Jane Lynch) retira a su equipo de animadores del espectáculo de medio tiempo en la final del campeonato de fútbol, los grupos rivales deben unirse para realizar una presentación y ganar el partido. 
Este es el episodio más caro emitido después de un Super Bowl, «The Sue Sylvester Shuffle» costó 3,5 millones de dólares. Contiene quinientos extras, incluyendo un grupo de acróbatas profesionales. En este episodio se interpretan cinco canciones, incluyendo un baile de «California Gurls» de Katy Perry y un mash-up de «Heads Will Roll» de Yeah Yeah Yeahs, y de «Thriller» de Michael Jackson. El creador de la serie Ryan Murphy consideró hacer del episodio un tributo a este último. Las interpretaciones musicales recibieron críticas mixtas. A excepción de «California Gurls», cada canción fue lanzada como sencillo disponible para descarga digital.
«The Sue Sylvester Shuffle» fue visto por un total de 26,8 millones de espectadores en Estados Unidos y se convirtió en la transmisión más vista en tres años. Recibió críticas mixtas, quienes difirieron en la accesibilidad de los espectadores del Super Bowl. Muchos criticaron el tema de la rivalidad entre el coro y el equipo de fútbol, y encontraron a «The Sue Sylvester Shuffle» como uno de los episodios típicos de Glee.

## Trama
La entrenadora Sue Sylvester (Jane Lynch) pierde el amor por el deporte y, en un esfuerzo por recuperarlo, planea lanzar a una animadora por un cañón en el concurso estatal de animadores. Mientras tanto, la entrenadora de fútbol Shannon Beiste obliga a los miembros del equipo a unirse al coro New Directions con el fin de deshacer la rivalidad entre ellos. Por venganza a la oposición del cañón, Sue consigue trasladar el concurso estatal a la misma noche que se disputa la final del campeonato de fútbol, por lo que sus animadores no estarán disponibles para el espectáculo de medio tiempo y obliga a aquellos que también forman parte del coro a dejarlo. Will Schuester anuncia que los miembros del coro, incluyendo a los jugadores de fútbol, interpretarán un mash-up de «Thriller» de Michael Jackson y «Heads Will Roll» de Yeah Yeah Yeahs en el medio tiempo del partido. Él nota el talento de Dave Karofsky (Max Adler), un bravucón quien anteriormente había agredido violentamente a los miembros del coro. Cuando los jugadores de fútbol son atacados por el equipo de hockey del instituto, Karofsky les convence de renunciar al coro y Beiste les prohíbe jugar la final. 
Para asegurarse que el partido se disputará, Rachel (Lea Michele), Mercedes (Amber Riley), Tina (Jenna Ushkowitz) y Lauren (Ashley Fink) se unen al equipo de fútbol. El partido comienza a favor del equipo rival, y cuando Tina se lesiona durante una jugada, el capitán Finn Hudson (Cory Monteith) toma el control de la situación. El primer tiempo termina y antes del espectáculo de medio tiempo Puck (Mark Salling) convence a los miembros del equipo de fútbol de regresar al coro para que puedan participar en el partido, Finn convence a Santana (Naya Rivera), Brittany (Heather Morris) y a su exnovia Quinn (Dianna Agron) de renunciar al equipo de animadores y regresar al coro. Karofsky es el único que rehúsa participar, pero cuando ve la reacción positiva del público, se une al baile. Beiste reintegra a los jugadores de fútbol y ganan el partido al intimidar a sus rivales con los disfraces de zombi que usaron en el espectáculo de medio tiempo. 
El equipo de animadores de Sue pierde el concurso estatal por primera vez en siete años y la entrenadora es nombrada «Perdedora del año» en una entrevista con Katie Couric. El presupuesto de los animadores es destinado al coro. Karofsky rechaza la sugerencia de Finn de entrar al coro permanentemente. Finalmente, Quinn besa a Finn y le dice que sus acciones le recordaron porque le amaba.

## Producción
«The Sue Sylvester Shuffle» es el episodio más caro emitido después de un Super Bowl en la historia de la televisión, así como el episodio más caro de Glee con un costo de entre tres y cinco millones de dólares. La filmación se detuvo el 10 de diciembre de 2010 debido a que varios miembros de elenco contrajeron amigdalitis. Además, debido a un brote de gripe, la filmación de la interpretación de «Thriller» se atrasó cuatro de semanas. El episodio fue copatrocinado por General Motors. El elenco de Glee hizo un anuncio de dos minutos de duración para Chevrolet que fue emitido durante las pausas publicitarias de «The Sue Sylvester Shuffle». Basado en el episodio «Mattress» de la primera temporada, hicieron una interpretación de «See the USA in Your Chevrolet».

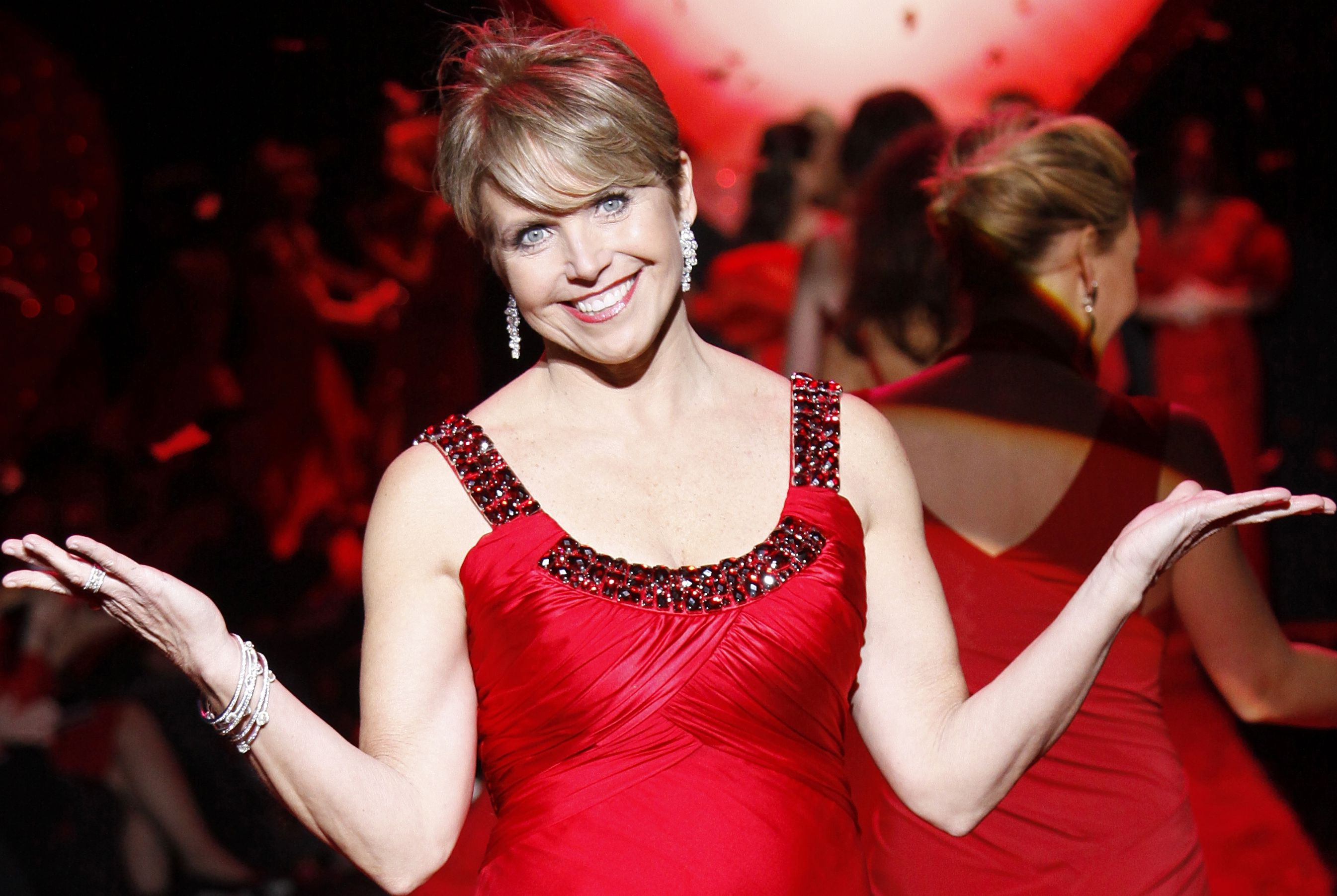
Katie Couric fue artista invitada en el episodio.

El cocreador de la serie Ryan Murphy intentó que «The Sue Sylvester Shuffle» pareciera temáticamente similar al episodio piloto, con la idea principal siendo la «música uniendo a personas muy diferentes». El cocreador Brad Falchuk explicó que uno de los conflictos principales de la serie siempre ha sido la idea de «dos mundos» dentro del Instituto McKinley: El coro y los estudiantes populares. Afirmó que este problema sería la trama principal del episodio.
Katie Couric aparece como artista invitada en el episodio, interpretándose a sí misma. La periodista era una fan de la serie antes de participar en ella y elogió su manejo de temas tales como la homosexualidad, la discapacidad y los embarazos adolescentes. Brian Stelter de The New York Times apuntó que la aparición de Couric fue inusual, dado que es presentadora en la CBS y esta no deja a sus empleados hacer cameos en las cadenas rivales. Chris Colfer, miembro del reparto principal, y Darren Criss, actor recurrente, no fueron incluidos en el guion original, pero fueron añadidos por Murphy en una última revisión. Otros personajes recurrentes que aparecen en el episodio son: La entrenadora Shannon Beiste (Dot-Marie Jones), los miembros del coro Mike Chang (Harry Shum, Jr.), Sam Evans (Chord Overstreet) y Lauren Zizes (Ashley Fink), la animadora Becky Jackson (Lauren Potter) y los jugadores de fútbol Dave Karofsky (Max Adler) y Azimio (James Earl). Dos nuevos personajes del equipo de fútbol fueron introducidos: Scott Cooper y Strando, quien podría incrementar su rol en la serie según indicó Kristin dos Santos de E!. Adicionalmente, los productores contrataron a tragafuegos, malabaristas, y ciclistas de BMX para el episodio. Quinientos extras fueron usados, al igual que la University of Southern California Trojan Marching Band. En enero de 2011, el sitio web Zap2it reportó que la estudiante filipina Sunshine Corazón (Charice Pempengco) aparecería en el episodio interpretando «Meet Me Halfway» de The Black Eyed Peas con Vocal Adrenaline. Sin embargo, Murphy declaró que Charice no aparecerá en Glee hasta finales de año.

## Recepción

### Audiencia
En Estados Unidos, «The Sue Sylvester Shuffle» fue visto por 26,8 millones espectadores, con una cuota de pantalla de 11,1/29 en la franja demográfica 19-48, siendo la mayor audiencia de Glee y la transmisión más vista en tres años. El episodio siguió con la tendencia de la disminución de audiencia en los episodios después del Super Bowl. Tuvo una mayor audiencia que el episodio del show emitido después del Super Bowl anterior, "Stress Relief" de The Office emitido después del Super Bowl XLIII, pero fue 31 por ciento menor que el primer episodio del reality show Undercover Boss, emitido después del Super Bowl XLIV. La audiencia aumentó significativamente desde su episodio anterior «A Very Glee Christmas», el cual fue visto por 11,07 millones de espectadores.
En Canadá, donde también fue emitido el 6 de febrero de 2011 y fue visto por 2.16 millones de espectadores y fue el noveno episodio más visto de la semana. La audiencia disminuyó desde el episodio anterior, visto por 2.37 millones de espectadores y fue el quinto episodio más visto en la semana. El episodio se estrenó en Australia el 14 de febrero de 2011, con 1.13 millones de espectadores, haciéndolo el cuarto programa más visto en la noche y el décimo en la semana.

### Crítica
El episodio recibió críticas mixtas. Robert Bianco de USA Today lo encontró carente de impacto en la trama y en la moral, sin embargo aceptó que fue aceptable para un episodio, el cual podría ser disfrutado por los admiradores y nuevos espectadores por igual. A diferencia de él, Vicki Hyman de The Star-Ledger comentó que a pesar de la trama respecto al fútbol, el episodio sería difícil de comprender para nuevos espectadores traídos por el Super Bowl, ya que el episodio requería mucho conocimiento de episodios anteriores. Willa Paskin de New York sintió que Murphy demostró un «total desprecio» por el potencial de nueva audiencia. Sugirió que los miembros del equipo de fútbol representaban a los nuevos espectadores los cuales podrían llegar a amar a Glee si disfrutaban los números musicales, pero encontró esto insultante como las interpretaciones del equipo de fútbol haciéndolos ignorantes e intolerantes. Kevin Fallon de The Atlantic encontró al episodio carente del «habitual ingenio y el peso emocional» del programa, y criticó la escasa utilización de Colfer y Criss.
Destacando un malestar general con el programa, Lisa de Moraes de The Washington Post interpretó el hastío de Sue como una metarreferencia a la serie misma. Ella y Todd VanDerWerff de The A. V. Club observaron negativamente la familiaridad de algunas tramas con las de otros episodios, como los intentos de Sue por destruir el coro y la rivalidad entre este y el equipo de fútbol. VanDerWerff observó que Glee «sigue haciendo las mismas cosas, con resultados similares, como si solo se esforzaran en los números musicales». Puntuó el episodio con una C y lo tachó de «aburrido». James Poniewozik de Time también comentó el tema de la repetitividad y sugirió que la trama de los deportistas contra los friquis fue probablemente la única accesible para la nueva audiencia. Encontró el episodio, en general, «fácil de olvidar» y criticó las caracterizaciones planas, pero señaló que la serie le encanta incluso cuando le frustra con su «imprevisibilidad e incoherencia».
Robert Canning de IGN también encontró la trama del equipo de fútbol contra el coro repetitiva, pero diciendo que los miembros del equipo de fútbol uniéndose al coro fue «bien recibido», sin embargo, «poco realista». Calificó al episodio con 8/10, encontrándolo «absurdamente divertido». Ken Tucker de Entertainment Weekly lo consideró como «muy inteligente sobre su cinismo». Él disfrutó «The Sue Sylvester Shuffle», resumiendo que «Todo en este episodio fue caótico y turbio, pero nunca sentí la sensación de la torpeza de los productores, todo al mismo tiempo».
Rick Porter de Zap2it criticó el cameo de Couric por el ataque hacia Dina Lohan. Durante su entrevista con Sue, Couric nombró a Lohan y su perro Sparky como participantes al Perdedor del Año. En un episodio anterior, Glee también se burla de hija de Lohan, Lindsay. Porter sintió que la burla hacia Dina Lohan disminuyó la credibilidad periodística de Couric. Canning llamó al cameo de Couric «tal vez la parte más divertida del episodio», y de Moraes dijo que el mejor diálogo del episodio fue cuando Sue «mira a Katie Couric justo a los ojos y dice, "Te odio Diane Sawyer"».
Carina Adly Mackenzie, también de Zap2it, criticó la bienvenida de Karofsky al coro, ya que no ha hecho nada para redimirse. Opinó que los sentimientos del episodio recordaban a los vistos en «Furt», donde Finn hace un intento por redimirse por no haber ayudado a Kurt. «[Karofsky] está obviamente confundido, pero hasta que no haya trabajado en su odio, no se ha redimido y no puede ser perdonado». Soraya Roberts de Daily News expresó su alivio en que los escritores no fueron tan débiles para dejar a Karofsky entrar al coro. Amy Reiter de Los Angeles Times opinó que desarrollo de personaje fue el mejor elemento del episodio, pero sintió sus emociones revueltas, y fue placentero verlo ser víctima del equipo de hockey.

## Música

### Interpretaciones
Murphy inicialmente quería que el episodio fuera el segundo tributo a una estrella de la temporada, la anterior siendo Britney Spears en el episodio «Britney/Brittany», y consideró interpretaciones musicales de varios artistas como Elton John, Prince, The Beatles, Bruce Springsteen o Michael Jackson. Aunque varios actores aceptaron, se decidió interpretar varias canciones. «California Gurls» de Katy Perry fue usada como el tema de inicio, con una rutina de baile por el equipo de animadores, Cheerios. Como un homenaje al video original de la canción, decidieron hacer que las animadoras lanzaran fuego de sus pechos. Falchuk, el director del episodio, declaró que la secuencia fue incluida para atraer a espectadores masculinos del Super Bowl quienes normalmente no ven Glee. Rachel y Puck interpretan «Need You Now» de Lady Antebellum. Finn interpreta «She's Not There» de The Zombies como comienzo del show de medio tiempo, y los Warblers de la Academia Dalton interpretan «Bills, Bills, Bills» de Destiny's Child, liderados por Blaine. Un mash-up de la canción de Michael Jackson, «Thriller» y «Heads Will Roll» de Yeah Yeah Yeahs fue usado como número final. Lynch dijo que Couric y Morrison interpretarían «Tea for Two», de Vincent Youmans y Irving Caesar de la obra musical de 1925 No, No, Nanette. Este rumor más tarde fue disipado por Murphy.

### Recepción musical

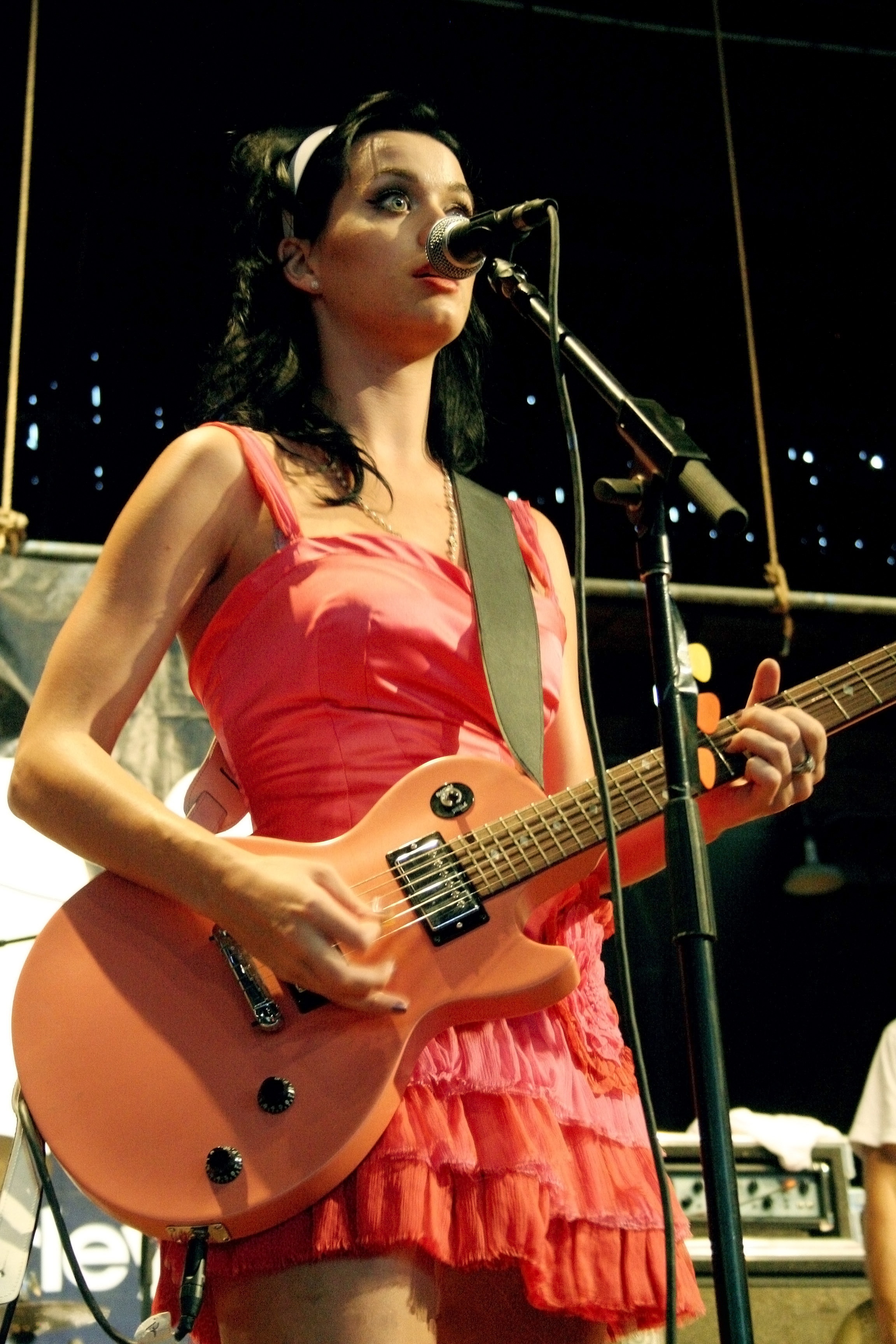
Katy Perry se sintió emocionada por la participación de su canción, «California Gurls» en el episodio.

Las interpretaciones musicales recibieron críticas mixtas. Aunque Perry al parecer se sintió emocionada por la participación de su canción, «California Gurls», en la serie, fue mal recibida por los críticos. VanDerWerff la encontró enormemente «débil y sin vida», y Fallon la llamó «lenta y francamente aburrida». Reiter también la llamó aburrida, y describiéndola como «un elaborado banquete sin sabor», y Erica Futterman de Rolling Stone criticó la coreografía sin inspiración.
La interpretación de «Need You Now» fue alabada por Raymund Flandez de The Wall Street Journal, aunque dijo que fue una «mala elección» de canciones. Él y Jenna Mullins de E! Online cuestionó la probabilidad de que una balada country convenciera a los miembros del equipo de fútbol de entrar al coro. Breia Brissey de Entertainment Weekly calificó la interpretación con una B+, disfrutando la unión entre Puck y Rachel, pero diciendo que le faltaba originalidad. Dio la misma calificación a «She's Not There», apreciando la manera en que la selección de canciones complementaba la relación entre Finn y Quinn en el episodio. VanDerWerff también le agradó la interpretación, llamándola uno de los mejores números de la temporada, y Futterman sintió que la voz de Monteith «encajaba perfectamente» en la canción, apreciando la coreografía para hacer la interpretación más interesante. A Reiter le disgustó el vestuario, diciendo que el maquillaje zombi hacía difícil seguir la coreografía.
La calificación más baja dada por Brissey, fue una B−, para «Bills, Bills, Bills». Que aunque disfrutó la versión a capela, Brissey la encontró incongruente, diciendo que las mejores canciones de Glee son aquellas en las que las letras de las canciones están vinculadas con la trama, permitiendo a los espectadores captar el mensaje. Muchos críticos compartieron las mismas ideas sobre disfrutar la canción incluyendo a Mullins, Futterman y Bobby Hankinson de Houston Chronicle. Tucker sintió que tenía «más vigor» que el número final, pero también desaprobaba su inclusión, diciendo que repercutió negativamente en el momento del episodio. Fallon dio a la canción generalmente críticas buenas, sugiriendo que tal vez hubiera sido el tema de apertura del episodio y elogiándolo como «sorprendente, con encanto, y en verdad un poco alegre». Lisa Respers France de CNN elogió la elección «completamente desubicada» de canciones, diciendo que le recordó a la primera temporada «donde nunca sabía que esperar y [...] a menudo era sorprendida». Reiter examinó favorablemente, llamándola la mejor interpretación del episodio. Apreció las expresiones durante el número musical, a diferencia de los elaborados vestuarios los cuales hicieron que se sintiera distraída.
Bianco prefirió la intimidad de «Bills, Bills, Bills» que «Thriller/Heads Will Roll», quien él y Hyman criticaron por su sobreproducción y su exceso de partes editadas. Mientras que Bianco encontró el número final anónimo, Hyman y Futterman elogiaron toda la presentación, particularmente el maquillaje y el vestuario. Flandez y Brissey lo compararon favorablemente con las interpretaciones del show de medio tiempo del Super Bowl XLV, con Brissey declarando que el mash-up hizo justicia a Jackson dándole la mayor calificación del episodio A−. Roberts escribió que las interpretaciones «fueron excelentes», pero sintió que el resto del episodio «fue malo en comparación». VanDerWerff comentó favorablemente, «El número estuvo en escena por unos minutos, Glee era todo lo que podía llegar a ser, realizando música divertida con una asombrosa producción y personajes llegando a ciertos niveles emocionales en el momento, acentuado por la música».

### Listas de éxitos
«Bills, Bills, Bills», «Need You Now», «She's Not There» y «Thriller/Heads Will Roll» fueron lanzados como sencillos, disponibles para descarga digital. Las últimas canciones también están incluidas en el quinto álbum de la serie, Glee: The Music, Volume 5.. Cada canción obtuvo una posición en Billboard Hot 100 y todas, excepto «She's Not There», se posicionaron en Canadian Hot 100 y ARIA Charts. En Estados Unidos, tres de las cuatro canciones debutaron el 10 de febrero de 2011: «Bills, Bills, Bills» consiguió la posición 79, «Need You Now» la 72, y «Thriller/Heads Will Roll» la 75. El 18 de febrero de 2011 «She's Not There» debutó en la posición 87, mientras que «Bills, Bills, Bills» subió hasta la posición 44, «Need You Now» a la 62 y «Thriller/Heads Will Roll» a la número 38.
En Canadá, los tres sencillos se posicionaron el 11 de febrero de 2011. «Need You Now» consiguió la posición 51. «Bills, Bills, Bills» en la 86 y subió a la posición 58. «Thriller/Heads Will Roll» entró en la posición número 76 y llegó a la número 30.